# アンドロメダ座ロー星
アンドロメダ座ρ星（アンドロメダざローせい、ρ Andromedae、ρ And）は、アンドロメダ座の恒星である。見かけの等級は5.16と、肉眼でみることができる明るさである。年周視差に基づいて太陽からの距離を計算すると、約163光年である。

## 外観・名称
アンドロメダ銀河から南西に5度くらいのところに、3つの5等星が小さくまとまった三角形を形作る場所がある。その3つの恒星のうち、最も東に位置し最も暗い1つが、アンドロメダ座ρ星である。
この3つの恒星、アンドロメダ座ρ星のほかアンドロメダ座θ星とアンドロメダ座ο星は、中国では、天の馬屋を表す天廄（拼音: Tiān Jiù）という星官を形成する。アンドロメダ座ρ星自身は、天廄二（拼音: Tiān Jiù èr）すなわち天厩の2番星といわれる。

## 特徴
アンドロメダ座ρ星はF型星で、スペクトルの特徴からはF5 IV-V型の主系列星ないし準巨星に位置づけられる。一方で、測光観測によって求めたバルマー不連続の落差から表面重力の大きさを評価すると、巨星相当となり、分光と測光でスペクトル型に重大な食い違いが生じる。このことから、アンドロメダ座ρ星は、必ずしも恒星の実際の進化段階からスペクトル型を一意に決定できないことの、代表的な例として挙げられる。
アンドロメダ座ρ星は、干渉法による視直径がとても精度良く測定されており、ガイア衛星による観測と合わせて大きさがよくわかっていると言え、半径は太陽の約3.23倍で、一般的な巨星の大きさにはない。表面の有効温度は約6700 Kで、黄白色に輝くF型星の特徴と合致し、光度は太陽の18.7倍と推定される。
カルシウムのH線・K線の強度から、アンドロメダ座ρ星は彩層の活動が活発であると考えられ、X線観測衛星EXOSATによってX線放射も検出されている。